# Ashley Laurence
Ashley Laurence (née Lori Cohen le 28 mai 1966 à Los Angeles) est une actrice américaine, principalement connue pour le rôle de Kirsty Cotton dans le film Le Pacte (Hellraiser, 1987) (adaptation de Clive Barker) et de ses diverses suites.

## Filmographie

### Cinéma
- 1987 : Le Pacte (Hellraiser) : Kirsty Cotton
- 1988 : Hellraiser 2 : Kirsty Cotton
- 1990 : Face the Edge : Jane
- 1992 : Mikey : Shawn Gilder
- 1992 : Deuce Coupe : Marie Vitelli
- 1992 : Hellraiser 3 : Kirsty Cotton
- 1994 : Lurking Fear : Cathryn Farrell
- 1994 : Felony de David A. Prior : Laura Bryant
- 1994 : Stranger by Night (en) de Gregory Dark (en) : Nicole Miller
- 1995 : Savate : Mary Parker
- 1996 : Livers Ain't Cheap : Carla
- 1996 : CUPID: L'ANGE DE LA MORT : Jennifer Taylor
- 1998 : Murder of Crows : Janine DeVrie
- 1999 : Warlock : la rédemption : Kris Miller
- 2000 : Cypress Edge : Brittany Trummel
- 2002 : Hellraiser 6 : Kirsty Cotton Gooden
- 2004 : Lightning Bug : Jenny Graves
- 2005 : Pomegranate : la fille du harem
- 2006 : Hollywood Dreams : la jeune femme au café
- 2007 : Chill : Maria
- 2008 : Red : Mrs. McCormack
- 2011 : Deception : Clair Pruitt
- 2016 : The Green Fairy : Rachel

### Télévision

#### Séries télévisées
- 1984 - 1985 : Capitol : Brenda Clegg
- 1986 : Les Routes du paradis (1 épisode) : Gemma
- 1989 : Monters (1 épisode) : Jodie
- 1989 : Rick Hunter (1 épisode) : Erica
- 1995 : Legend (1 épisode) : Libbie Custer
- 1996 : Hercule : The Legendary Journeys (1 épisode) : Daniela
- 1997 : Susan! (1 épisode) : Pam
- 1999 : Beverly Hills 90210 (1 épisode) : Ashley Reese
- 2000 : Beyond Belief : Fact or Fiction (1 épisode) : Sandy
- 2004 : Urgences (1 épisode) : Campbell
- 2020 : JJ Villard's Fairy Tales (1 épisode) : Jizzelda (voix)
- 2021 : Dota: Dragon's Blood (1 épisode) : Aurak (voix)
- 2021 : Creepshow (segment "Pesticide") : Brenda

#### Téléfilms
- 1994 : Le Corps du délit  (Blood Run) : Paige
- 1994 : Amerikanskiy Blyuz : Gina
- 1995 : Triplecross : Julia Summers
- 2002 : L'Ours et l'enfant : Dakota
- 2003 : L'Ours et l'enfant : Danger dans les montagnes : Dakota
- 2005 : Mystery Woman: Sing Me a Murder : Francine

## Vidéo clips
- 2009 : "Snuff" de Slipknot